# Cooksångare
Cooksångare (Acrocephalus kerearako) är en fågel i familjen rörsångare inom ordningen tättingar.

## Utseende och läte
Cooksångaren är en slank och varmtonad rörsångare. Ovansidan är olivbru med mörkare vingfjädrar. Undersidan är mestadels gulvit. På huvudet syns gulaktig anstrykning på ansiktet och ett tunt gult ögonbrynsstreck. Sången består av ljudliga visslingar och drillar. Lätet är ett hårt och grälande "chru".

## Utbredning och systematik
Cooksångare förekommer endast i Cooköarna där den hittas i de flesta buskiga och skogsartade miljöer. Den delas in i två underarter med följande utbredning:
- Acrocephalus kerearako kaoko – förekommer på Mitiaro
- Acrocephalus kerearako kerearako – förekommer på Mangaia

### Familjetillhörighet
Rörsångarna behandlades tidigare som en del av den stora familjen sångare (Sylviidae). Genetiska studier har dock visat att sångarna inte är varandras närmaste släktingar. Istället är de en del av en klad som även omfattar timalior, lärkor, bulbyler, stjärtmesar och svalor. Idag delas därför Sylviidae upp i ett flertal familjer, däribland Acrocephalidae.

## Status
Arten har ett begränsat utbredningsområde, men beståndet anses vara stabilt. IUCN kategoriserar den som livskraftig.